# Dry (album)
Pour les articles homonymes, voir Dry.
Albums de PJ Harvey
Rid of Me
(1993)
Dry est le premier album de PJ Harvey. L'album a été enregistré à Yeovil au Royaume-Uni, la ville natale de Polly Jean Harvey.
L'album a reçu d'excellentes critiques de la presse musicale, 
L'album atteindra la 11e place des classements et fut rapidement certifié disque d'Argent au Royaume-Uni pour plus de 60 000 exemplaires vendus,

## Liste des pistes
Musiques composées par Polly Jean Harvey, sauf indication contraire.
1. Oh My Lover – 3:57
2. O Stella – 2:36
3. Dress (Rob Ellis, Harvey) – 3:16
4. Victory – 3:16
5. Happy and Bleeding (Ellis, Harvey) – 4:50
6. Sheela-Na-Gig – 3:11
7. Hair – 3:45
8. Joe (Ellis, Harvey) – 2:33
9. Plants and Rags (Ellis, Harvey) – 4:07
10. Fountain – 3:52
11. Water – 4:32

### Édition limitée
1. Oh My Lover – 4:02
2. O Stella – 2:30
3. Dress – 3:18
4. Victory – 3:15
5. Happy and Bleeding – 4:50
6. Sheela-Na-Gig – 3:10
7. Hair – 3:46
8. Joe – 2:33
9. Plants and Rags – 4:09
10. Fountain – 3:54
11. Water – 4:35
12. Oh My Lover (Demo) – 2:30
13. O Stella (Demo) – 3:16
14. Dress (Demo) – 3:16
15. Victory (Demo) – 4:19
16. Happy and Bleeding (Demo) – 4:44
17. Sheela-Na-Gig (Demo) – 3:15
18. Hair (Demo) – 3:37
19. Joe (Demo) – 3:16
20. Plants and Rags (Demo) – 3:32
21. Fountain (Demo) – 3:05
22. Water (Demo) – 4:32

## Musiciens
- PJ Harvey : guitare, violon, chant
- Rob Ellis : batterie, harmonium, chant
- Steve Vaughan : basse
- Ben Groenevelt : basse
- Ian Olliver : basse
- Mike Paine : guitare
- Chas Dickie : violoncelle